# 线粒体肌病
线粒体肌病是一种由线粒体的代谢酶缺陷引起的肌病，属于线粒体病。这种疾病也是一种母系遗传病，可根据临床不同症候群再细分为几种疾病。1962年，Luft首次采用改良戈莫理氏染色法（Gömöri trichrome stain，MGT）发现。在活体检查中，线粒体肌病患者的肌肉组织中常带有“破碎红纤维”（ragged red fibers），这些肌纤维内含有轻度累积的糖原和中性脂。此外，破红肌纤维中的琥珀酸脱氢酶活性增强，而细胞色素c氧化酶的活性则会减弱。

## 病理
线粒体肌病的大致病理是：线粒体在能量代谢过程中必需的酶或载体等的先天性缺陷或活性降低，导致有氧呼吸过程中线粒体不能充分利用底物或底物不能进入线粒体内使氧化磷酸化发生障碍，三磷酸腺苷（adenosine triphosphate，ATP）生成不足，细胞最终因得不到足够的能量而功能衰竭。所以ATP阈值较高的系统与组织（如神经系统、骨骼肌、心肌、视网膜、胰岛等）最易受累而表现出相应的症状。

## 分型
线粒体肌病根据临床不同综合征可分为：
- MELAS综合征（全称“线粒体脑肌病伴乳酸血症和卒中样发作综合征”），症状包括不同程度的认知障碍及老年痴呆、乳酸酸中毒、中风、短暂性脑缺血发作（transient ischemic attack，TIA）、失聪、运动障碍、体重下降。

- MERRF综合征（全称“肌抽躍癲癇合併紅色襤褸肌纖維症”），症状包括进行性肌阵挛性癫痫（progressive myoclonic epilepsy，PME）、身高较矮，病变的线粒体团块堆积在肌纤维的肌膜处在利用改良戈莫理氏染色法染色后呈现为破碎的红斑。

- KSS综合征（全称“进行性眼外肌麻痹综合症”），症状包括眼外肌麻痹、心脏传导阻滞、感音神经性耳聋等。

- CPEO综合征（全称“慢性进行性眼外肌麻痹综合症”），主要症状为进行性眼肌瘫痪。

## 治疗
当下暂未研制出治疗线粒体肌病的药剂，一般应用较大剂量的维生素B1、维生素B2、维生素B6以及辅酶Ql0等；对某些酶复合物缺乏者给药物以建立代谢旁路（如呼吸链复合物Ⅱ和呼吸链复合物Ⅲ缺乏者给以维生素K和维生素C建立代谢旁路有一定疗效）。ATF、脂肪乳、素高捷疗等药物能明显改善肌无力、疲劳及胸闷等症状。也有科学家开发出以胚胎线粒体移植来治疗这一类遗传疾病的疗法。